# Parijs-Brussel 2007
De 87e editie van de wielerwedstrijd Parijs-Brussel werd gehouden op zaterdag 14 september in Frankrijk en België. De wedstrijd ging over een afstand van 219,5 km.

## Verloop
De kopgroep van de dag bestond uit 10 renners, waaronder Gert Steegmans, Sébastien Rosseler en de Nederlander Matthé Pronk. Toen het gat tussen de kopgroep en het peloton begon te slinken, besloot Steegmans aan te vallen. De Belg werd pas 15 km later weer gegrepen door de restanten van de oorspronkelijke kopgroep.
Met nog 30 km voor de boeg kwam er een algehele hergroepering. Niet veel later vertrok de volgende groep, met daarbij onder andere Bram Tankink, Greg Van Avermaet, Leif Hoste en Michail Ignatiev. Op de Bruineput, bekend uit de Brabantse Pijl, viel Ignatiev aan, hij kreeg Tankink en Sergej Kolesnikov met zich mee. Zij werden echter weer teruggepakt, net als alle andere pogingen.
In de massasprint kwam Thor Hushovd, een van de favorieten voor de zege, veel te vroeg op kop. De Noor zou uiteindelijk pas achtste worden. Robbie McEwen was de snelste, al kwam Jeremy Hunt in de laatste tientallen meters nog dichtbij.

## Uitslag
| rang | renner            | land                | tijd       |
| ---- | ----------------- | ------------------- | ---------- |
| 1    | Robbie McEwen     | Australië           | 0u 00' 00" |
| 2    | Jeremy Hunt       | Verenigd Koninkrijk | z.t.       |
| 3    | Honorio Machado   | Venezuela           | z.t.       |
| 4    | Baden Cooke       | Australië           | z.t.       |
| 5    | Steven de Jongh   | Nederland           | z.t.       |
| 6    | Janek Tombak      | Estland             | z.t.       |
| 7    | Kenny Dehaes      | België              | z.t.       |
| 8    | Thor Hushovd      | Noorwegen           | z.t.       |
| 9    | Claudio Cucinotta | Italië              | z.t.       |
| 10   | Giuseppe Palumbo  | Italië              | z.t.       |

## Trivia
- Unibet.com reed in deze wedstrijd onder de naam Canyon en droeg in plaats van het gebruikelijke groen-witte shirt een zwart-oranje outfit.

1893 · 
1894 - 1905 · 
1906 · 
1907 · 
1908 · 
1909 · 
1910 · 
1911 · 
1912 · 
1913 · 
1914 · 
1915 · 
1916 · 
1917 · 
1918 · 
1919 · 
1920 · 
1921 · 
1922 · 
1923 · 
1924 · 
1925 · 
1926 · 
1927 · 
1928 · 
1929 · 
1930 · 
1931 · 
1932 · 
1933 · 
1934 · 
1935 · 
1936 · 
1937 · 
1938 · 
1939 · 
1940 - 1945 · 
1946 · 
1947 · 
1948 · 
1949 · 
1950 · 
1951 · 
1952 · 
1953 · 
1954 · 
1955 · 
1956 · 
1957 · 
1958 · 
1959 · 
1960 · 
1961 · 
1962 · 
1963 · 
1964 · 
1965 · 
1966 · 
1967 - 1972 · 
1973 · 
1974 · 
1975 · 
1976 · 
1977 · 
1978 · 
1979 · 
1980 · 
1981 · 
1982 · 
1983 · 
1984 · 
1985 · 
1986 · 
1987 · 
1988 · 
1989 · 
1990 · 
1991 · 
1992 · 
1993 · 
1994 · 
1995 · 
1996 · 
1997 · 
1998 · 
1999 · 
2000 · 
2001 · 
2002 · 
2003 · 
2004 · 
2005 · 
2006 · 
2007 · 
2008 · 
2009 · 
2010 · 
2011 ·
2012 · 
2013 ·
2014 ·
2015 ·
2016 ·
2017 ·
2018 ·
2019 ·
2020 · 
2021 · 
2022 · 
2023 · 
2024 · 
2025